# Stanislav Tchekan
Stanislav Youlianovitch Tchekan (en russe : Станисла́в Юлиа́нович Чека́н), né le 2 juin 1922 à Rostov-sur-le-Don et mort le 11 août 1994 à Moscou, est un acteur soviétique.

## Biographie
Stanislav Tchekan naît dans la ville de Rostov-sur-le-Don le 2 juin 1922. Lorsqu'il a quinze ans, son père est arrêté comme ennemi du peuple. Stanislav est envoyé dans une colonie de travail pour enfants, où il commence à participer à des spectacles amateurs. Il est ensuite orienté vers une école professionnelle, mais il décide de rentrer dans sa ville natale et intégrer une école de théâtre.
De 1938 à 1941, il étudie sous la direction de Iouri Zavadski à l'école de théâtre de Rostov-sur-le-Don.
Vétéran de la Grande Guerre patriotique, il a combattu près de Novorossiysk.
En 1945, Stanislav Tchekan devient acteur du Théâtre Odessa de l'armée soviétique, puis, en 1948-1956 - acteur du Théâtre académique central de l'Armée russe de Moscou, en 1958-1993 - acteur du Théâtre national d'acteur de cinéma.
Stanislav Tchekhan est un acteur de genre. En règle générale, ses personnages sont de vrais travailleurs, des gens forts et courageux. Les spectateurs soviétiques se souviennent de lui grâce à son rôle de capitaine de police Mikhaïl Ivanovich dans la comédie de Leonid Gaïdaï Le Bras de diamant.
Stanislav Tchekhann meurt le 11 août 1994 après une longue maladie. Il est enterré le 13 août à Moscou au cimetière Vagankovo.

## Récompenses
- Médaille pour la défense du Caucase (1944)
- Médaille pour la victoire sur l'Allemagne (1945)
- Ordre de l'Insigne d'honneur (1974)
- Ordre de la Guerre patriotique IIeclasse (1989)

## Filmographie partielle
- 1957 : Le Lutteur et le Clown (Борец и клоун) de Boris Barnet et Konstantin Youdine : Ivan Poddoubny
- 1963 : Entrée dans la vie (Вступление, Vstouplenie) de Igor Talankine : capitaine
- 1965 : Cité ouvrière (Рабочий посёлок) d'Vladimir Venguerov : Akhromovitch
- 1966 : Guerre et Paix (Война и мир) de Serge Bondartchouk : Tikhon Cherbaty
- 1968 : Le Bras de diamant (Бриллиантовая рука) de Leonid Gaïdaï : Mikhaïl Ivanovitch, capitaine (puis, à la fin du film - major) de la milice
- 1968 : Les Nouvelles aventures des insaisissables (Новые приключения неуловимых) de Edmond Keossaian : agent au chapeau melon
- 1969 : Les Frères Karamazov (Братья Карамазовы) de Kirill Lavrov, Ivan Pyryev et Mikhail Ulyanov : fils de Samsonov
- 1979 : La vie est belle (Жизнь прекрасна, Zhyzn prekrasna) de Grigori Tchoukhraï : le prisonnier